# Хаптагай (озеро)
Хаптагай (также Сагарычье) — пресноводное озеро термокарстового происхождения на северо-востоке Якутии, в Аллаиховском улусе. Расположено в пределах Индигирской низменности, западнее озера Бакул и южнее озера Кюлюмер, в левобережье реки Бёрёлёх. Имеет близкую к овальной форму, берега слабо изрезаны, низкие, местами заболоченные, покрытые тундровой растительностью. Острова отсутствуют. Через малые реки, ручьи, озерца и протоки имеет сток в реку Бёрёлёх.
Площадь озера составляет 89 км². Площадь водосбора — 121 км². Длина озера около 14,8 км, максимальная ширина достигает 9,2 км. Находится на высоте 9 м над уровнем моря.
Ближайший населенный пункт, посёлок Чокурдах, расположен примерно в 59 км к юго-востоку.